# Zanokcica murowa
Zanokcica murowa (Asplenium ruta-muraria L.) – gatunek należący do rodziny zanokcicowatych. Nazwa zwyczajowa: zanokcica ruta skalna. Występuje w Europie, Azji i Ameryce Północnej. W Polsce rośnie na obszarze całego kraju, z wyjątkiem części północno-wschodniej.

## Morfologia
PokrójRoślina trwała o wysokości od 5 do 15 cm.
LiścieZimotrwałe, w zarysie trójkątnie jajowate lub podługowate, 2-krotnie pierzaste lub u nasady 5-krotnie pierzaste, bez połysku, na długich zielonych ogonkach. Odcinki 1 i 2 rzędu na ogonkach, odcinki 2 rzędu u nasady klinowate, na szczycie ząbkowane, odwrotnie jajowate lub rombowate.
ZarodnieKupki równowąskie, w końcu dotykające się. Zawijka równowąska, nieregularnie ząbkowana, orzęsiona.

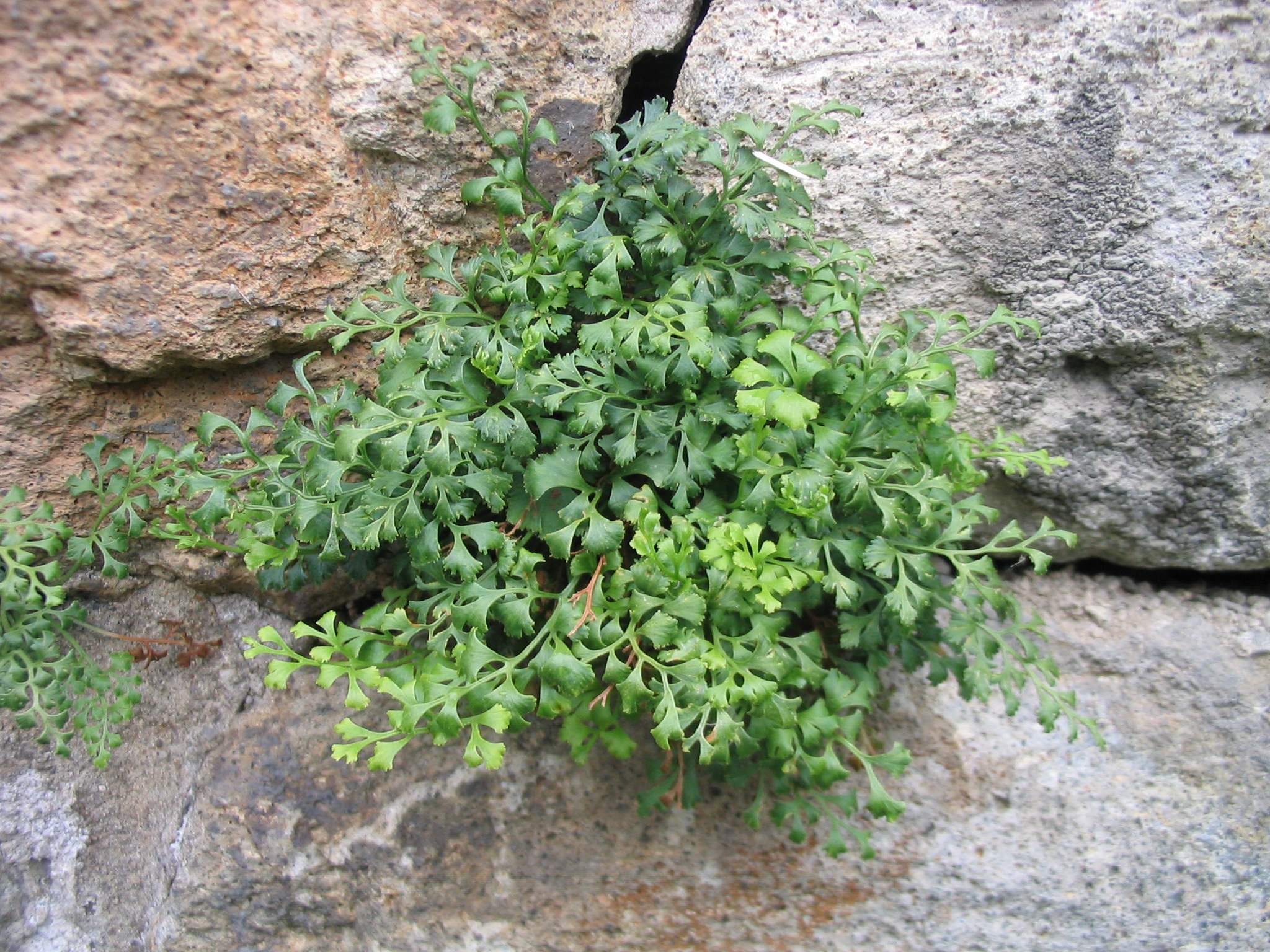
Pokrój
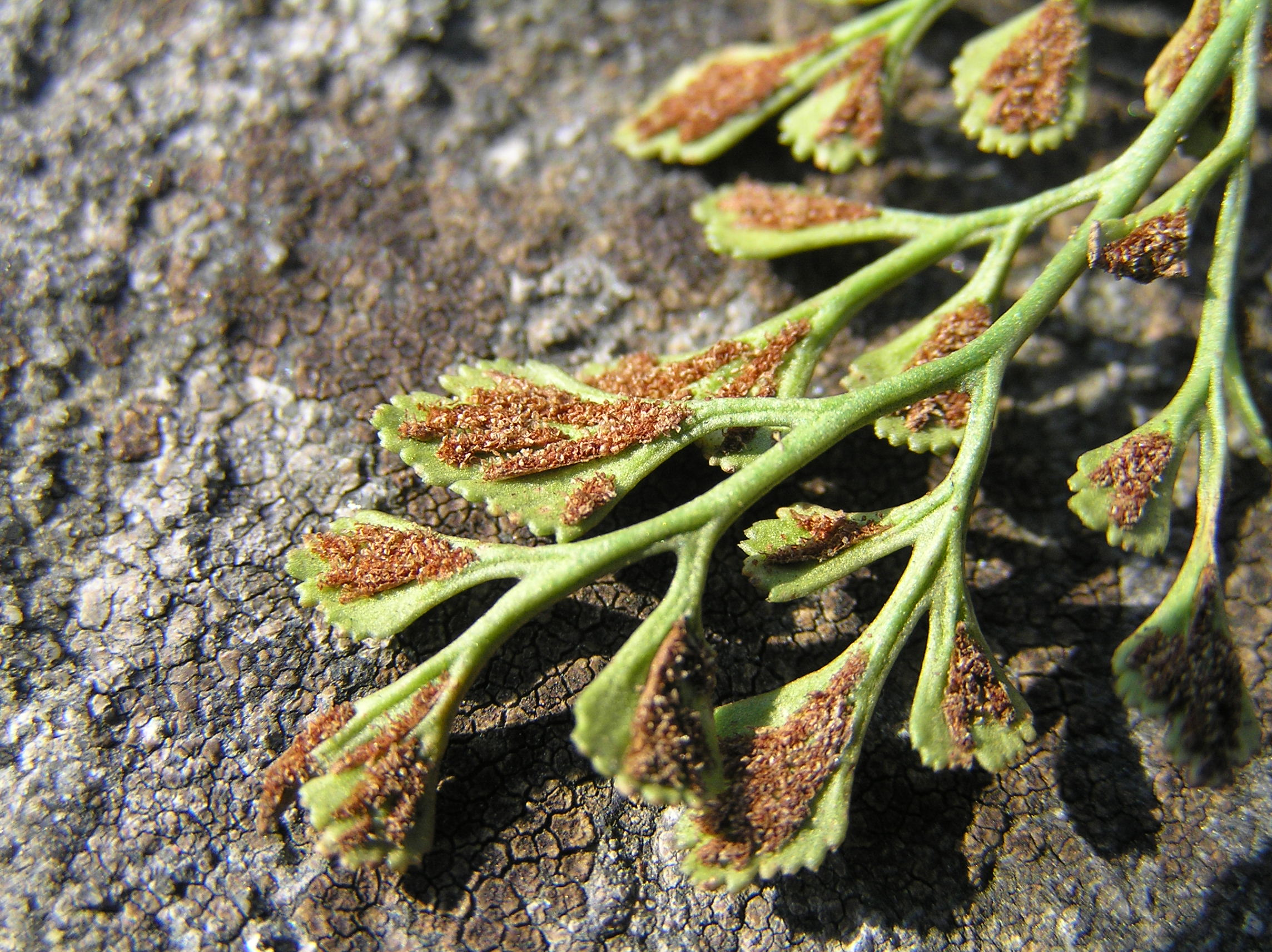
Liście od spodu z kupkami zarodni

## Biologia i ekologia
BiotopWystępuje w szczelinach skał i murów. Gatunek charakterystyczny zbiorowisk szczelinowych na podłożu wapiennym z rzędu Potentilletalia caulescentis i zespołu Asplenietum trichomano-rutae-murariae.
GenetykaLiczba chromosomów 2n = 144.